# Salve Regina (Latry)

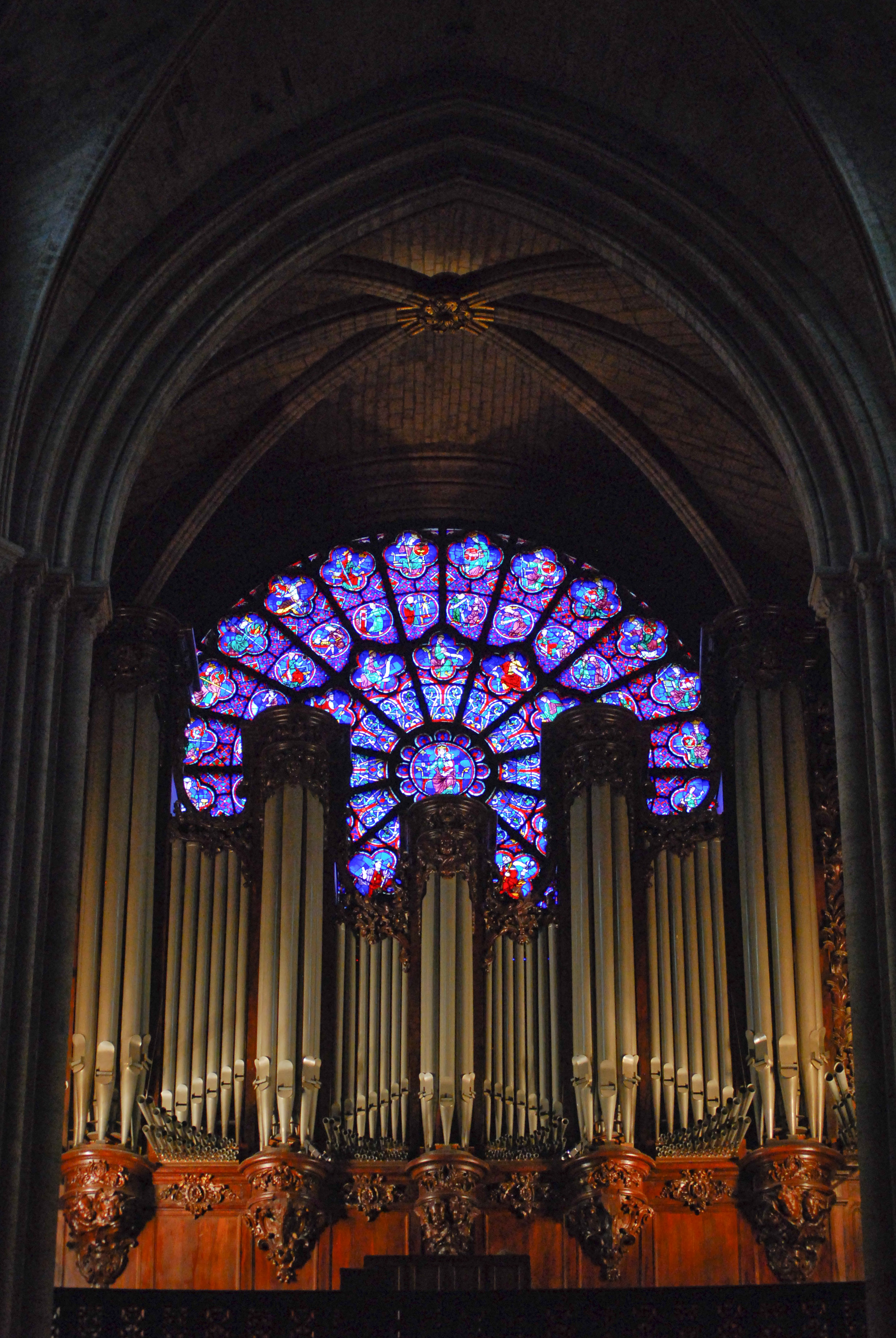
Große Orgel in Notre-Dame de Paris

Salve Regina (Heil, Königin) ist eine Orgelkomposition von Olivier Latry, eine Meditation über den lateinischen Marienhymnus „Salve Regina“. Jeder der sieben Sätze betrachtet eine Zeile des Hymnus, die jeweils zuvor als Gregorianischer Gesang vorgetragen werden kann. Das Werk wurde am 9. Oktober 2007 vom Komponisten in Notre Dame in Paris erstmals aufgeführt und eingespielt. Es erschien bei Gérard Billaudot.

## Geschichte
Latry, Organist an Notre Dame in Paris, ist als Improvisator bekannt. Der verwendete traditionsreiche Marienhymnus ist in der katholischen Kirchenmusik, nicht zuletzt auch am zentralen Pariser Kirchenbau oft bearbeitet worden. Er erlaubt zudem kompositorische Ansätze, Elemente des Gregorianischen Gesangs (etwa die Stimmführung in Quintparallelen) und moderne Kirchenmusik miteinander zu verknüpfen. 
Latry begann mit solchen Ansätzen zuerst 1999 mit Improvisation in Lawrence an der University of Kansas. Der Komponist spielte das Werk erstmals an der Grand Orgue von Notre Dame am 9. Oktober 2007, mit dem Sänger Emmanuel Bouquet und der Schola der Maîtrise Notre Dame de Paris. Es wurde im Verlag Gérard Billaudot gedruckt. Latry nahm es auf, verbunden mit anderen neuen Komposition mit Bezug zu Maria. Unter anderem wurde Yves Castagnets Messe Salve Regina gemeinsam mit Latrys Instrumentalstück aufgenommen und veröffentlicht. Die Rezensentin einer Aufführung am 7. November in St. Bonifatius, Wiesbaden, in der Interpretation von Gabriel Dessauer beschrieb die Tonsprache des Werks als „erstaunlich rückwärtsgewandt“ und erwähnte, dass es „den gesamten Kosmos des Menschlichen nachempfinden ließ, einschließlich der Grausamkeit und Gewalt, aus der in diesem Gebet um Errettung gebeten wird“.

## Aufbau
Jeder der sieben Sätze reflektiert eine Zeile des Hymnus, der jeweils zuvor gesungen werden kann, wahlweise von einer Sängerin, einem Sänger, einer Schola oder einem Kinderchor. Die Sätze sind kontrastreiche Charakterstücke.
I Salve Regina – Avec la liberté du chant grégorien
II Vita dulcedo – Calme
III Ad te clamamus – Martelé, sauvage
IV Ad te suspiramus – Sombre, implacable
V Eia ergo – Profond
VI Et Jesum – Comme une lente procession
VII O clemens
Latry unterstreicht die gegensätzlichen Gefühle der Rufe zu Maria durch Vortragsbezeichnungen, die nicht nur das Tempo, sondern die Stimmung betonen. Salve Regina (Sei gegrüßt, Königin, Mutter der Barmherzigkeit) hat die Freiheit des Gregorianischen Gesangs. Vita dulcedo (Unser Leben, unsere Wonne und unsere Hoffnung, sei gegrüßt) ist ruhig. 
Ad te clamamus (Zu dir rufen wir verbannte Kinder Evas) ist ein Aufschrei, der hämmernd und wild zu gestalten ist. Ad te suspiramus (Zu dir seufzen wir trauernd und weinend in diesem Tal der Tränen) erscheint dunkel und unerbittlich. Eia ergo (Wohlan denn, unsere Fürsprecherin, wende deine barmherzigen Augen uns zu) ist als tief charakterisiert. Et Jesum (Und nach diesem Elend zeige uns Jesus, die gebenedeite Frucht deines Leibes) erscheint wie eine langsame Prozession. Der letzte Ruf O clemens (O gütige, o milde, o süße Jungfrau Maria) trägt keine Bezeichnung. Er endet wie Glockengeläut.